# Никипелов, Борис Васильевич
Борис Васильевич Никипелов (02.08.1931 — 19.03.2016) — заместитель директора ПО «Маяк», и. о. министра атомной энергетики и промышленности РФ, лауреат Государственной премии СССР.
Родился 2 августа 1931 года в Харькове. Окончил 10 классов средней школы № 7 города Чусовое Молотовской (Пермской) области и Уральский политехнический институт по специальности «металлургия цветных металлов» с квалификацией инженера-технолога (1949—1955).
С 1955 по 1987 год работал на комбинате 817 (ПО «Маяк»), на радиохимическом заводе (завод 25): инженер-технолог, старший инженер-технолог, начальник цеха № 4 (цех очистки плутония), инженер-технолог ТО, в 1960—1969 гг. заместитель главного инженера по научной части и производственной безопасности; в 1969—1976 гг. — заместитель главного инженера по радиохимическому производству, с октября 1976 г. главный инженер, заместитель директора ПО «Маяк».
С января 1987 года — первый заместитель министра среднего машиностроения СССР. С ноября 1991 по март 1992 года и. о. министра атомной энергетики и промышленности РФ.
С марта 1992 по 2002 год советник министра атомной энергии. Затем работал главным научным сотрудником в Институте геологии рудных месторождений, петрографии, минералогии и геохимии (ИГЕМ).
Участник создания замкнутого ядерного топливного цикла и технологии по безопасному обращению с радиоактивными отходами.
Кандидат (1972), доктор (1985) технических наук.
Лауреат Государственной премии СССР и премии Совета Министров СССР. Награждён орденами Ленина и «Знак Почёта». Заслуженный рационализатор РСФСР (1964).
Сочинения:
- Об аварии на Южном Урале 29 сентября 1957 г. / Б. В. Никипелов, Г. Н. Романов, Л. А. Булдаков и др.; ЦНИИ информ. и техн.-экон. исслед. по атом. науке и технике. — М. : ЦНИИатоминформ, 1989. — 11 с.; 29 см.